# Рагби на Летњим олимпијским играма
Рагби 15 је био на летњим олимпијским играма у првој половини двадесетог века. Рагби 15 се играо на летњим олимпијским играма 1900, 1908, 1920 и 1924. Највише успеха је имала рагби репрезентација Сједињених Америчких Држава која је освојила 2 златне медаље. Међународни олимпијски комитет је јесени 1924. избацио рагби из олимпијских спортова. Од тада је чињено много покушаја да се један од најпопуларнијих светских спортова, врати на олимпијску сцену. Проблем је тај што је рагби колизиони спорт, па је рагбистима потребно седам дана да би се опоравили, одморили и припремили за наредну утакмицу. Октобра 2009. донета је одлука да се Рагби 7 уврсти у олимпијске спортове. Рагби 7 репрезентација Фиџија је освојила златну медаљу на летњим олимпијским играма 2016.

## Историја
Француски историчар и педагог барон Пјер де Кубертен је много волео рагби и најзаслужнији је што је овај колизиони спорт уврштен у олимпијске спортове. 1900. у Француској, учествовале су три рагби екипе, Француска, Велика Британија и Немачка. Тада су била другачија правила, есеј је вредео 3 поена, а дроп гол 4 поена. Француска је освојила злато, Немачка сребро, а Велика Британија бронзу. За Француску је играо Константин Хенрикез, први црни спортиста на летњим олимпијским играма. На летњим олимпијским играма 1908. такмичили су се Велика Британија и Аустралазија (Нови Зеланд и Аустралија). Златну медаљу је освојила Аустралазија. На летњим олимпијским играма 1920. учествовали су САД и Француска. Американци су пред 20 000 навијача победили Француску и освојили злато. На лењим олимпијским играма 1924. учествовали су САД, Француска и Румунија. Злато су поново освојили Американци. То је било уједно и последњи пут да се рагби 15 играо на летњим олимпијским играма. 2016. играо се рагби 7. Злато је у мушкој конкуренцији освојио Фиџи, а у женској конкуренцији најбоље су биле девојке из Аустралије. 

## Правила рагбија
Рагби се игра на терену димензија: 100м дужине и 70м ширине. Гол у рагбију је облика слова Н. Постоје две главне верзије рагбија: рагби 15 и рагби 7.
Основно правило је да се лопта не сме бацати унапред. Циљ игре је пренети и спустити лопту у противнички гол простор – есеј. За то се добија 5 поена, а затим се шутира претварање за додатних 2 поена. У случају прекршаја судија може да досуди казнени ударац након ког екипа која није скривила прекршај може шутирати на стативе и освојити 3 поена. У рагбију постоје сегменти колективне борбе за лопту као што су: рак (заустављени играч и лопта су на земљи) и мол (заустављени играч остаје на ногама). Обе формације су технички веома захтевне и за њихово правилно извођење потребна је велика уиграност јер постоји низ судијских правила који прате рак и мол.
Рагби утакмица се игра 80 минута под вођством главног и двоје линијских судија. Играчи су подељени на играче скрама и линије од којих је играча скрама 8, а линије 7.
Играчи скрама су подељени у три линије једни иза других:
- прва линија: 1. Леви стуб 2. Талонер 3. Десни стуб;

- друга линија: 4. Леви скакач 5. Десни скакач;

- трећа линија: 6. Леви крилни 7. Десни крилни 8. Чеп.

Позиције у линији:
- 9. Деми 10. Отварач 11. Лево крило 12. Први центар 13. Други центар 14. Десно крило 15. Аријер [2]

## Промене у правилима
Најранија забележена правила рагбија, која су написали ученици школе рагбија 1845. године, слична су данашњим правилима. Појам офсајда, забрана додавања напред и идеја избацивања лопте из „додира“ сви су садржани у раним кодовима. Слике раних рагби игара показују десетине играча, уместо 15 по екипи данас. Правила су такође контроверзно промовисала „сецкање“ игре - ударање и саплитање противника. То је убрзо забрањено и замењено са обарањем раменима која се виђају у модерној игри. Рагби у 1800-има такође је био далеко више фокусиран на ударање, а не на савремени циљ покушаја бодовања.
Бодовање се разликовало у односу на данашњи начин; 3 поена, а не 5, додељена су за есеј, а 4, а не 3, дата су за дроп гол. Такође, додељена су 4 бода за погодак из обележја, који ће 1905. бити смањен на 3 бода и потпуно елиминисан 1977. Бодови за пенале и конверзије, 3 и 2, били су исти као у модерној игри.

## Рагби у Србији
Док је у целој Европи беснео Први светски  рат, Српско Потпорно Друштво је уз помоћ Владе Краљевине Србије донело одлуку да један број деце која је заједно са Српском Војском преко Албаније дошла у Грчку, пошаље на опоравак и школовање у Велику Британију и Француску. Тако је прва група од десеторо српске  деце, већ у јуну месецу 1916. године дошло са Крфа у Единбург (Шкотска) где су смештени у Џорџ Хериотс школу која им је била дом наредне три године. Укупно их је у школи Џорџ Хериотс било 25-орица. Ова група младих људи одмах је постала омиљена у Единбургу, а у школи су оставили дубок траг. Дечаци из Србије су имали  од 13 до 18 година и остали су у Единбургу до 1919. године.
Врло брзо по доласку у Единбург они се упознају са рагбијем и почињу да тренирају. Показало се да су врло талентовани, тако да су скоро сви играли за школске екипе. Најбољи је био Тома Томић из Лесковца који је изборио место у првој школској екипи.
Управо ови момци су 11. априла 1918. године у Единбургу пред око 10.000 гледалаца одиграли прву међународну утакмицу под именом ’Србија против селекције Британских доминиона’. Остварена је прва победа наших момака од 8:3.
Данас у Србији постоји и Рагби савез који чини 11 клубова.

## Занимљивости
Прву рагби утакмицу која је одиграна у Паризу 1900. судио је Пјер де Кубертен, творац модерних Олимпијских игара.
1982. године предложено је да играчи рагбија добију накнаду за одсуство са посла док играју рагби. Предложени износ је био шест шилинга, а овај предлог је одбио РФУ.
Професионализам у рагбију дозвољен је коначно 1898. године, али играчи су и даље морали да раде редовне послове.
Прве рагби лопте биле су у облику шљиве јер су биле израђене од свињских мехура. У касним 1800-има оне су имале благо јајаст облик и израђене су од унутрашњих гумених цеви. Оне су данас овалног облика, пошто је овалне лопте лакше ухватити, држати и трчати са њима.
Први пут када се певала нека национална химна пре било које спортске игре, десило се на рагби мечу. Догодило се то 1905. године, када је Велс играо против Новог Зеланда. Велс је отпевао своју химну након што је Нови Зеланд заплесао ратни плес Хака. И плес и песма требало је да заплаше противника.
Инвазија навијача на терен на Олимпијским играма у Паризу 1924. био је, уз недовољан број тимова који би спорт одржали у животу, један од разлога због ког је рагби избачен из програма ОИ све до 2016. године.

## Земље учесници и биланс медаља

### Мушкарци
| Репрезентација   | Број наступа на ЛОИ | Златна медаља | Сребрна медаља | Бронзана медаља |
| ---------------- | ------------------- | ------------- | -------------- | --------------- |
| Аргентина        | 1                   | 0             | 0              | 0               |
| Аустралазија     | 1                   | 1             | 0              | 0               |
| Аустралија       | 1                   | 0             | 0              | 0               |
| Бразил           | 1                   | 0             | 0              | 0               |
| Фиџи             | 1                   | 1             | 0              | 0               |
| Француска        | 4                   | 1             | 2              | 0               |
| Немачка          | 1                   | 0             | 1              | 0               |
| Велика Британија | 3                   | 0             | 3              | 0               |
| Јапан            | 1                   | 0             | 0              | 0               |
| Кенија           | 1                   | 0             | 0              | 0               |
| Нови Зеланд      | 1                   | 0             | 0              | 0               |
| Шпанија          | 1                   | 0             | 0              | 0               |
| Јужна Африка     | 1                   | 0             | 0              | 1               |
| САД              | 3                   | 2             | 0              | 0               |

### Жене
| Репрезентација   | Број наступа на ЛОИ | Златна медаља | Сребрна медаља | Бронзана медаља |
| ---------------- | ------------------- | ------------- | -------------- | --------------- |
| Аустралија       | 1                   | 1             | 0              | 0               |
| Бразил           | 1                   | 0             | 0              | 0               |
| Канада           | 1                   | 0             | 0              | 1               |
| Колумбија        | 1                   | 0             | 0              | 0               |
| Фиџи             | 1                   | 0             | 0              | 0               |
| Француска        | 1                   | 0             | 0              | 0               |
| Велика Британија | 1                   | 0             | 0              | 0               |
| Јапан            | 1                   | 0             | 0              | 0               |
| Кенија           | 1                   | 0             | 0              | 0               |
| Нови Зеланд      | 1                   | 0             | 1              | 0               |
| Шпанија          | 1                   | 0             | 0              | 0               |
| САД              | 1                   | 0             | 0              | 0               |

1. ↑  „Архивирана копија”. Архивирано из оригинала 30. 06. 2017. г. Приступљено 12. 07. 2017.
2. ↑  „Rugby Rules: How To Play Rugby | Rules of Sport”. www.rulesofsport.com. Приступљено 2019-12-25.
3. ↑  „How Has the Game Rugby Changed Over the Years?”. SportsRec (на језику: енглески). Приступљено 2019-12-25.
4. ↑  „Ragbi - Olimpijski komitet Srbije”. www.oks.org.rs. Архивирано из оригинала 24. 09. 2015. г. Приступљено 2019-12-25.
5. ↑  „Rugby Facts”. www.softschools.com. Приступљено 2019-12-25.